# Senda prohibida
Senda Prohibida foi a primeira telenovela produzida no México. Escrita por Jesús Gómez Obregón, com direção de Rafael Banquells. Foi exibida entre 9 de junho de 1958 a 20 de julho de 1958, totalizando 30 capítulos de meia hora, todos produzidos em preto-e-branco. Foi exibida no horário das 19h30.

## Sinopse
Nora, uma ambiciosa jovem chega a Cidade do México buscando fortuna, a consegue seduzindo um homem casado. Seu chefe a enche de luxuria, com joias, abraços e desejos, até que tudo isso o leva a ruína, e o pobre homem vai a falência. Nora, no final descobre que seu chefe faliu, e casa com outro homem, mas no dia do casamento, Nora fica o esperando na igreja e ele nunca chegou. Nora, recebe seu castigo, sem noivo, a jovem, com o vestido de noiva, se olha para o espelho, se tranca no seu quarto, de nunca mais saiu por toda a eternidade. 

## Elenco
- Silvia Derbez - Nora Valdez
- Francisco Jambrina - Dr. Federico García
- Dalia Íñiguez - Irene
- Héctor Gómez - Roberto
- Bárbara Gil
- Julio Alemán
- María Idalia - Clemen
- Luis Beristáin
- Alicia Montoya - María
- Jorge Lavat
- Miguel Suárez
- Beatriz Sheridan
- Rafael Banquells
- Augusto Benedicto
- María Antonieta de las Nieves - Dalia

## Audiência na Época
- A novela, quando estreou, foi uma grande surpresa para os mexicanos. Mas a novela conseguiu ficar no primeiro lugar de audiência.
- A novela já chegou a deixar todos os televisores mexicanos ligadinhos no canal, tornando então a grande era das telenovelas mexicanas.

## Remakes
- Em 1966 foi feito o primeiro remake da telenovela, chamado "El Dolor de Amar", protagonizado por Elvira Quintana, Patricia Morán e Auguto Benedicto.
- Em 1979 foi feita um remake da telenovela, protagonizado por Claudia Islas, José Alonso e Liliana Abund. No segundo remake a novela se chamou "Amor Prohibido"; nessa versão a novela já tinha sido produzida a cores, e contou com mais núcleos e mais história.